# 中町スタイル
『中町スタイル』（なかまちスタイル）は、広島テレビで金曜日昼前に放送されている生活情報番組。放送曜日・時間は異なるが、『こちらマル○生活研究所』の後継番組として2005年4月8日に放送開始。2007年3月30日に終了した。
ステレオ放送、地上デジタル放送ではハイビジョン放送を実施していた。

## 放送時間
- 毎週金曜日 10:25 - 10:55 （JST）

## 出演者
- 中本真吾 - 『こちらマル○生活研究所』にも出演していた。
- 兼永みのり

## 備考
- 広島テレビ放送本社の住所を題名に使った番組としては、放送開始時に放送されていた『中区中町』（広島テレビ放送が主催する催し物を紹介する番組）があった。
- 当初は姉妹番組として、月曜日 - 木曜日の昼前に『中町スタイルmini』という短時間番組（出演者：内山明子）を放送していた。
- 毎月最終金曜日には『中町スタイルぷらす』という1時間番組（10:25 - 11:25）になり、出演者に田山こずえが加わった。この関係で、『なるトモ!』（よみうりテレビ制作）は録画放送の金曜日のみネットしていなかった。
- かつては、自社制作の帯番組枠が午前中にあった（中区中町6の6・ひろしまジョッキー→ナイス11）。
- その後、帯番組は『午後は○○おもいッきりテレビ』飛び降り後の『ほっとひろしま』へと移行した後、『柏村武昭のテレビ宣言』開始時の自社制作番組の整理により消滅したが、その流れから金曜日午前中に自社制作枠が残っている。また、土曜正午にも自社制作の生放送番組を放送していた時期があった。
- 2007年2月、この番組を3月いっぱいで打ち切ることが分かった。番組の終了後、同時間帯で『なるトモ!金曜版』のネットが開始された。